# Monergismo

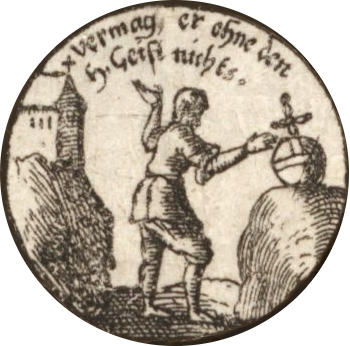
Uma ilustração do artigo XVIII do arbítrio, da Confissão de Augsburgo, onde se lê "…uma vontade tem alguma liberdade para escolher justiça civil, e resolver as coisas sujeitas à razão. Mas não tem poder, sem o Espírito Santo, para trabalhar a justiça de Deus, isto é, retidão espiritual…"

Monergismo significa na teologia cristã a doutrina de que o Espírito Santo sozinho pode atuar num ser humano e propiciar a conversão.
Em uma manifestação simplificada o monergismo comumemente afirma que a salvação emana toda ela de Deus mas Deus não usa nenhuma condição libertária para aplicá-la, opondo-se ao sinergismo, o qual afirma que a totalidade da salvação em si vem somente de Deus mas no processo de recepção da salvação o meio pelo qual Deus aplica-a é a fé voluntária do homem que recebeu a graça capacitadora. Segundo o monergismo a um pecador é concedido o perdão quando da morte de Jesus e por isso estaria implícita a comunhão com o Cristo, e a fé em Jesus pelo Espírito Santo. Assim, para uns a santificação viria instantaneamente, ou para outros como algo progressivo. Mas segundo o monergismo a santificação advém inteiramente de Deus, dentro do conceito de graça irresistível apesar disto também ser crido por muitos sinergistas mas divergindo quanto a irresistibilidade.
Monergismo (regeneração monergística) é uma benção redentora adquirida por Cristo para aqueles que o Pai lhe deu (1Pe 1.3; Jo 6.37-39). Ela comunica aquele poder na alma caída pela qual a pessoa que deve ser salva é eficazmente capacitada a responder ao chamado do evangelho (Jo 1.13). Ela é aquele poder sobrenatural de Deus somente pelo qual nos é concedida a capacidade espiritual para cumprir as condições do pacto da graça; isto é, para apreender o Redentor por uma fé viva, para se achegar aos termos da salvação, se arrepender dos ídolos e amar a Deus e o Mediador supremamente. O Espírito Santo, ao vivificar a alma, misericordiosamente capacita e inclina o eleito de Deus ao exercício espiritual da fé em Jesus Cristo. Este processo é o meio pelo qual o Espírito nos traz à viva união com Ele.